# Red de Movilidad Académica
La Red de Movilidad Académica es una asociación informal de universidades y programas gubernamentales que promueve el intercambio de alumnos de estudios superiores.

## Origen
Los estudiantes que eligen estudiar en el extranjero (Estudiantes internacionales) tienen la intención de, eligiendo una nación con un mejor sistema educativo, mejorar su calidad social y económica. Este hecho crea un movimiento de estudiantes, normalmente de Sur a Norte y de Este a Oeste. Se predice que los ciudadanos de naciones asiáticas, particularmente de India y China, van a representar una creciente porción de la ciudadanía estudiantil internacional.
El número total de estudiantes que se unieron a la educación terciaria extranjera (estudiantes internacionales) incrementó de 1.3 millones en 1990 a 2 millones en el año 2000, a 3 millones en 2010 y hasta a 4.3 millones en el año 2011. La crisis financiera mundial no afectó estos números.
La creación de redes de movilidad académica se puede explicar gracias a los cambios en los sistemas educativos. Los gobiernos de algunos países invirtieron en fondos para poder mejorar la educación terciaria para los estudiantes internacionales. Para algunos países, la presencia de estudiantes internacionales representa un indicador de calidad en su sistema educativo. Los estudiantes internacionales contribuyen en la economía del país que han elegido para estudiar.
En 2011, los países de la OECD acogían al 70% de los estudiantes internacionales. De la OECD, casi la mitad de los estudiantes internacionales formaban parte de uno de los cinco mejores destinos para estudios terciarios. Estos eran Estados Unidos (17%), Reino Unido (13%), Australia (6%), Alemania (6%) y Francia (6%). Los estudiantes internacionales prefieren estudiar en países de habla inglesa. Los campos más populares a estudiar son los de ciencias sociales, empresa y derecho. El 30% de los estudiantes internacionales estudió estos campos en 2011.

## Función
La red de movilidad académica tiene como objetivo asistir a los estudiantes, ofreciéndoles diversidad cultural y social, fomentando la adaptabilidad y el pensamiento independiente, permitiéndoles mejorar su conocimiento sobre una lengua extranjera y expandir su red profesional. Trayendo estudiantes internacionales, la red provee a las instituciones educacionales con una fuente de beneficio y contribuye a la economía de la nación. 
Por ejemplo, en Canadá, los gastos de los estudiantes internacionales en matrículas, alojamiento y gastos personales contribuyó en más de 8 billones de dólares canadienses a la economía del país en 2010. Los estudiantes internacionales también forman un efecto en la economía a largo plazo. El hecho de que se queden después de su graduación incrementa el mercado laboral doméstico. En el año 2008-2009, el porcentaje de probabilidad de que se quedaran en los países OECD, era de un 25%. En Australia, Canada, la República Checa y Francia el porcentaje era mayor del 30%. En 2005, el 27% de los estudiantes internacionales de la Unión Europea fueron empleados en UK seis meses después de su graduación. En Noruega, el 18% de los estudiantes de fuera de La Comunidad Económica Europea (EEA) que estuvieron estudiando durante 1991 y 2005 se quedaron en el país; el porcentaje para estudiantes de la EEA era del 8%.

## Estados Unidos
En los Estados Unidos, los programas de movilidad educacional son dirigidos principalmente por la Oficina de Asuntos Educativos y Culturales. El terciario del sistema educativo consiste de miles de universidades e institutos. La diversidad en escuelas da oportunidad Archivado el 5 de julio de 2022 en Wayback Machine. a los estudiantes internacionales.
Después del ataque terrorista de septiembre de 2001, el empadronamiento de estudiantes internacionales disminuyó por primera vez en 30 años. Era más difícil conseguir visados, otros países competían por el empadronamiento de estudiantes internacionales y creció un anti-América sentimiento. Students on the Move: The Future of International Students in the United States. ACE CII 2006.

## Europa
El programa Bolonia es una iniciativa Europea para promover la movilidad de estudiantes internacionales. La calidad es uno de los elementos principales de la Educación Superior Europea, con un énfasis en las habilidades metalingüísticas. El programa Erasmus fue apoyado por estudiantes Europeos desde 1987. En 1987, alrededor de 3000 estudiantes recibieron becas para estudiar en un periodo de 6 a 12 meses en una universidad de los otros 12 países miembros de la Comunidad Europea. En 2012, el presupuesto para el programa Erasmus fue de 129.1 billones de Euros. The Bologna Process 2020 - The European Higher Education Area in the new decade. EHEA 2009.